# Seleção Russa de Beisebol
A Seleção Russa de Beisebol representa a Rússia nas competições internacionais de beisebol, como o Campeonato Europeu e a Copa do Mundo.